# Шелангерский химзавод «Сайвер»
ОАО «Шелангерский химзавод „Сайвер“» (по названию озера Сайвер (рус. Шарьер): от луговомар. Сай вер — «хорошая сторона»; Шелангерский химический завод) — предприятие химического комплекса России, расположенное в посёлке Шелангер, Марий Эл, Приволжский федеральный округ.

## История
Предприятие основано 1 октября 1922 года на базе промышленного кооператива «Смола-паша» (мар. «смоляная работа»), созданного для производства древесного угля и скипидара. Численность работников составляла 52 человека.
3 августа 1931 года началось переоборудование завода. К этому времени «Смола-паша» утратила свое первоначальное название и стала официально именоваться Шелангерским спирто-скипидароочистительным заводом.
В 1934 году завод был переименован в лесохимическую артель им. С. М. Кирова. Артель занималась очисткой скипидара, выработкой древесного спирта, дегтя, пихтового масла, освоила выпуск медицинского креозота. В годы Великой Отечественной войны основными цехами в промартели стали скипидарный и спиртовой. В послевоенные годы предприятие, изучив технологию изготовления олифы, приступило к его производству.
27 сентября 1960 года артель преобразована в Шелангерский лесохимический завод, начались работы по освоению производства масляных красок. Цеха по производству олифы, пигментов из отходов цинка, и масляной краски были построены в 1963—1965 годах..
В феврале 1970 года завод был переименован в Шелангерский химический завод.
В мае 1994 года в соответствии с решением общего собрания членов трудового коллектива государственное предприятие преобразовано в акционерное общество открытого типа «Шелангерский химзавод „Сайвер“».
1997 год - на базе оборудования фирмы «Blema» (Германия), введен в эксплуатацию жестяно-баночный цех, что позволило увеличить количество изготавливаемой банки с 2 тысяч до 5 тысяч.
В 1998 году химзавод освоил выпуск воднодисперсионных красок. В основу рецептур были заложены рекомендации фирмы «BASF» (Германия).
В 2007 году построен и запущен производственный корпус  по производству  линейки деревозащитного состава.
В юбилейный для предприятия 2012 год, был открыт цех колеровочных паст.
В 2021 году АО «Шелангерский химзавод „Сайвер“» стал участником национального проекта Федерального центра компетенций в области развития бережливого производства и повышения эффективности.
1 октября 2022 года химзавод «Сайвер» отметил свое столетие.

## Руководство
- Попков А. Ф. (1955 - 1979)[3]
- Соколов В. С. (1979 - 1987)[3]
- Хамзин Ф. М. (1987 - 2006)[2][3]
- Владимирова Т. Ф. (с 2006 г.)

## Производство
Является крупнейшим производителем лакокрасочных материалов хозяйственно-бытового назначения в Приволжском федеральном округе. Предприятие входит в десятку ведущих производителей красок в России, успешно конкурируя с ними по качеству, цене, ассортименту.

## Достижения
В 1998 году эмаль ПФ-115 ОАО «Шелангерский химзавод „Сайвер“» удостоена диплома финалиста «100 лучших товаров России» и вошла в состав пяти лучших товаров, производящихся в Республике Марий Эл.
В январе 2000 года химзавод получил благодарственное письмо от председателя правительства Российской Федерации Путина В. В..
В 2009 и 2010 годах химзавод удостаивался диплома победителя смотра-конкурса на звание «Предприятие образцового содержания» по второй группе (менее 500 сотрудников).

## Показатели деятельности
|                     | 2012  | 2013  | 2014  | 2015  | 2016  | 2017  | 2018  | 2019  | 2020  | 2021  | 2022  | 2023  |
| ------------------- | ----- | ----- | ----- | ----- | ----- | ----- | ----- | ----- | ----- | ----- | ----- | ----- |
| Оборот              | 0,792 | 0,812 | 0,873 | 0,817 | 0,859 | 0,847 | 0,870 | 0,851 | 0,968 | 1,107 | 1,483 | 1,923 |
| Чистая прибыль      | 0,074 | 0,065 | 0,082 | 0,091 | 0,082 | 0,063 | 0,049 | 0,055 | 0,113 | 0,093 | 0,203 | 0,252 |
| Активы              | 0,599 | 0,670 | 0,752 | 0,832 | 0,936 | 0,958 | 1,040 | 1,089 | 1,253 | 1,421 | 1,719 | 2,049 |
| Собственный капитал | 0,576 | 0,641 | 0,723 | 0,815 | 0,898 | 0,962 | 1,011 | 1,061 | 1,172 | 1,292 | 1,495 | 1,748 |